# Bartolomé Fanti
Bartolomé Fanti (né vers 1428 à Mantoue en Italie, et mort en 1495 à Mantoue) est un religieux carme italien du Moyen Âge, béatifié en 1909 et célébré le 5 décembre. Il participe à la réforme du Carmel menée par Jean Soreth. Il s'engage dans la Confrérie de Notre-Dame qu'il préside durant 35 ans.

## Biographie

### Entrée au Carmel
Bartolomé Fanti (ou Bartolomeo Fanti) est né vers 1428 à Mantoue en Italie. On ne sait que peu de choses de sa jeunesse sinon qu'il entre assez jeune (à 17 ans)dans le Couvent des Carmes de sa ville.
On sait seulement qu'en 1452 il est un frère Carme et qu'il a déjà été ordonné prêtre.
Le 28 février 1452, Bartolomé devient membre de la Confrérie de Notre-Dame (Confraternita della Madonna) présente dans l'église du Carmel. Le 1er janvier 1460, il devient le directeur spirituel et le recteur de cette confrérie.
Il conserve ces fonctions de directeur spirituel et de recteur de la confrérie jusqu'à sa mort. Bartolomé est également le directeur spirituel d'un autre carme bien connu : le bienheureux Jean-Baptiste Spagnoli.
Certaines personnes supposent qu'il a été également le maître des novices (de son couvent). On a trouvé un texte, écrit par bartolomé, d'un enseignement enflammé sur l'Eucharistie, texte destiné à un groupe de novices Carmes. Cependant cette fonction de maitre des novice n'est pas historiquement démontrée.
Il décède à Mantoue le 5 décembre 1495.

### Le réformateur
Bartolomé participe à la réforme de l'ordre du Carmel menée par le bienheureux Jean Soreth.
Il rédige une règle pour sa confrérie. Cette règle est composée de 12 chapitres. Rédigée dans un style très simple et concis, cette règle n'est pas sans rappeler la première règle de l'Ordre du Carmel.
Bartolomé rédige également les statuts de sa communauté.

### Spiritualité
Dans sa communauté, il laisse le souvenir d'un homme humble et doux, donnant l'exemple à tous d'une vie de prière, de générosité et de service.
Il montre également un grand amour et attachement à l'Eucharistie (qui est le centre de sa vie apostolique) ainsi qu'une forte dévotion Mariale. Ses biographes le décrivent comme un prédicateur de talent et un thaumaturge auteur de guérisons spectaculaires.

## Béatification et culte

### Les reliques
Après son décès (le 5 décembre 1495), son corps reste in-corrompu. Après sa première sépulture, sa dépouille subit plusieurs translations :
- en 1516 le corps est placé dans la chapelle de la Vierge (de l'église de son couvent)
- après la suppression du couvent des carmes en 1783, son corps est translaté dans l'église Saint Marc
- en 1793 il est une nouvelle fois déplacé et installé dans la chapelle de Notre-Dame couronné (Cappella della Madonna Incoronata) de la Cathédrale San Pietro de Mantoue[1].

### La béatification
Bartolomé Fanti est béatifié par le pape Pie X le 18 mars 1909.